# 女子高生コンクリート詰め殺人事件
女子高生コンクリート詰め殺人事件（じょしこうせいコンクリートづめさつじんじけん）は、1988年（昭和63年）11月から1989年（昭和64年）1月の間に発生した猥褻略取誘拐・監禁・強姦・暴行・殺人・死体遺棄事件の通称である。
1988年11月25日夕方に埼玉県三郷市戸ケ崎を自転車で走行していた被害者女子高生（事件当時17歳）が突然、不良少年グループに拉致され、約40日間にわたってグループのたまり場だった東京都足立区綾瀬の加害者宅に監禁されて暴行・強姦を受け続けた。
1989年（昭和64年）1月4日に被害者の女子高生は加害者グループから集団リンチを受けて死亡し、その遺体はコンクリート詰めにされて東京都江東区内の東京湾埋立地に遺棄された。
1989年（平成元年）3月以降、別の強姦事件で逮捕された加害者少年らが事件を自供したためにその事件の全容が判明した。
刑事裁判における事件番号は第一審・東京地方裁判所では平成1年(合わ)第72号、控訴審・東京高等裁判所では平成2年(う)第1058号である。
本事件は非常に残忍・凶悪な少年犯罪として日本社会に大きな衝撃を与え、加害者少年宅に被害者少女が長期間監禁されていたにも拘らず、その加害者の両親も含めて少女の命を救えなかった点に激しい非難・疑問の声が上がった。また、昭和最後の凶悪犯罪（発覚した年月は1989〈平成元〉年3月）である。

## 加害者
本事件の刑事裁判で犯行への関与が認定され有罪判決を受けたのは、いずれも犯行当時「少年」の4人（A・B・C・D）である。この4人の少年たち（A・B・C・D）は足立区内の同じ中学校出身の先輩・後輩関係で、いずれも1988年夏頃には在学していた高校を中退・離脱して、監禁・殺害現場となった足立区綾瀬地区の周辺で無為な不良行為を続けていた。
加害者少年C宅の2階には監禁・殺害現場となった少年Cの部屋、及びCの兄（本文中G）の部屋がそれぞれあった。Cの家庭は両親が共働きでいつも帰宅が遅かった上、Cによる家庭内暴力が激しかったことからCの両親はCをあまり監督していなかった。
そのため、事件当時、Cの部屋は不良少年たちの溜まり場となっていた。
1988年8月以降、加害者少年Bと加害者少年CはCの兄Gを通じてつながりを持ったことをきっかけにCの部屋を中心に不良交友を始めた。
少年Aは1988年10月頃、Gの盗難バイクの捜索に協力したことを契機にG・C兄弟に接近し、C宅に出入りするようになった。
少年Dは中学の同学年でBと知り合いになり、それが縁で、B・Gを通じてC宅に出入りし、それぞれ不良仲間に加わるようになった。
少年らの先輩には足立区を根城にしている暴力団の組員がおり、加害者少年Aらはその組の青年部組織を気取って「極青会」と名乗っていた。
1988年10月頃から、この4人の不良グループは少年Aを中心として順次、女性を狙ったひったくり・車を利用した強姦事件などを繰り返し起こすようになった。
B・C・Dの加害者少年3人は、被害者少女を部屋に監禁する一方で、1988年11月から12月頃にかけて、少年Aを通じて暴力団関係者の経営する花屋で仕事を手伝うようになり、街頭で花売りなどをした。
1988年12月中旬頃には、B・C・Dの加害者少年3人は暴力団の忘年会・組事務所の当番にも駆り出されることがあった。
被告人・少年A（犯行当時18歳）
足立区在住の無職。
第一審・東京地裁（1990年7月19日判決）にて懲役17年（求刑・無期懲役）、控訴審・東京高裁（1991年7月12日判決）にて懲役20年の判決を受け確定した。
出所後の2013年1月頃、元少年Aは振り込め詐欺事件を起こして逮捕されたが、事件から約2週間後、検察側は元少年Aを不起訴処分とした。
被告人・少年B（犯行当時17歳）
足立区在住の無職。
第一審・東京地裁と控訴審・東京高裁にてそれぞれ「懲役5年以上10年以下の不定期刑」（求刑・懲役13年）の判決を受け確定した。
出所後の2004年に、元少年B（当時33歳）は「三郷市逮捕監禁致傷事件」を起こして逮捕・起訴され、懲役4年の実刑判決が確定した。
被告人・少年C（犯行当時15歳 - 16歳）
第一審・東京地裁で「懲役4年以上6年以下の不定期刑」（求刑・懲役5年以上10年以下の不定期刑）、控訴審・東京高裁で「懲役5年以上9年以下の不定期刑」の判決を受け確定した。
出所後、2018年8月19日に、元少年C（当時45歳）は埼玉県川口市内の路上で通行人男性を襲撃した殺人未遂事件を起こしたとして埼玉県警察武南警察署に緊急逮捕された。懲役1年6月、保護観察付き執行猶予3年の判決を受けた。
被告人・少年D（犯行当時16歳 - 17歳）
第一審・東京地裁で「懲役3年以上4年以下の不定期刑」（求刑・懲役5年以上10年以下の不定期刑）、控訴審・東京高裁で「懲役5年以上7年以下の不定期刑」の判決を受けた。元少年Dは、4人の中で唯一上告し、その後「懲役3年以上4年以下の不定期刑」が確定した。

## 事件の経緯
以下、基本的に判決が認定してきた事実に基づき記載する（出典の判例については#判決文参照）。

### 拉致・監禁と強姦・暴行
1988年11月25日夕方、少年Aは少年Cとともに通行人からひったくりをするか、若い女性を狙って強姦しようとして、それぞれ原付バイクに乗って埼玉県三郷市内を徘徊していた。その中で自転車で週2回で通っていたアルバイト先の工場から帰宅途中の女子高生（当時17歳、埼玉県立八潮南高等学校3年生）を見つけ、CはAから「あの女を蹴飛ばしてこい！」と指示を受けたため、Cは女子高生もろとも自転車を蹴倒して側溝に転倒させた。女子高生は当時大学に進学せずに就職することを決めていたうえ、就職場所の内定も取った後、友人と卒業旅行の資金を集めるためにアルバイトを行っていた最中であった。
Cがその場を離れた後、Aは何食わぬ顔で少女に近づいて芝居で「今、蹴飛ばしたの（C）は気違いだ。俺もさっきナイフで脅かされた。危ないから送ってやる」などと親切に言って、少女を信用させた上で近くの倉庫内へ原付バイクの助手席に乗せて連れ込ませる。しかし、Aはその後、一転して「自分はさっきのやつの仲間で、お前を狙っているヤクザだ。俺は幹部だから俺の言うことを聞けば命だけは助けてやる。セックスをさせろ！」「声を上げたら殺すぞ！」などと少女を脅迫して関係を迫り、11月25日午後9時50分頃、タクシーで少女をホテルへ連れ込み強姦した。
11月25日午後11時頃、Aはホテルからかねて自分たちのたまり場になっていたCの家へ電話し、Bに「狙っていた女を捕まえてセックスした」などと話したが、Bが興奮してAに対し「女を帰さないでください」などと提言したことですぐに帰さないことがこの段階から決まり、AはBと待ち合わせることとした。
また、Cは、その時、Cの家に一緒にいたDを連れて約束の待合わせ場所へ赴き、少女を連れたA・B両名と合流した。AはBらに対し「（少女を）ヤクザの話で脅かしているから、話を合わせろ」などと言い含め、4人は少女を連れて翌11月26日午前0時半頃、公園に移動した。そこでAはジュースを買いに行くという名目で、C・D及び少女のいる所からやや離れた自動販売機の置かれた場所付近にBと共に行き、「あの女、どうする？」と尋ねるとBが「さらっちゃいましょうよ」などと返されたことから、その少女を猥褻目的で略取、監禁することとした。
A・B・C・Dの4人は少女を拉致しつつ、その公園からCの自宅（東京都足立区綾瀬）近くの別の公園に移動する間、CはA・B両名らの意を受けて少女を自室に監禁することを了承、Dもそれまでの成り行きからAらの意図を了解し、4人は少女を猥褻目的で略取、監禁することについて共謀した。Aが少女に対し「お前はヤクザに狙われている。仲間がお前の家の前をうろうろしているから匿ってやる」などと嘘を言って脅迫し、4人で少女を不良メンバーがたむろしていたCの自宅の2階の部屋（6畳）へ拉致し、同日から少女を殺害するまでの間、監禁した。少女の両親は27日の段階ですでに被害届を提出していたが、Aが想定済みだったため少女を命令させ、少女の自宅に3回電話を本人名義でかけさせている。また、少女は犯人とは別で交際相手が当時いたにもかかわらずCが彼氏だと偽装するように連絡させた。
少女をCの自室に連れ込んだ後、4人は少女を交替で監視することとしたが、11月28日頃の深夜、4人に加えて不良仲間の少年達（E・F）がCの居室にたむろしていた。その時、Aは仲間たちに少女を輪姦させようと企て、Bら3人や、E・F二人らと共に代わる代わる覚醒剤を飲んで半狂乱になったように装った。そして、いきなり、少女に襲いかかり、必死に抵抗する少女の口や手足を押さえ付けて馬乗りになるなどの暴行を加え、少女の着衣をはぎ取った。AはBら3人やE・Fにも裸になれと命じ、これを受けてA・B両名以外の4人は着衣を脱ぎ捨てて裸になり、E・F・Dの順に少女を強姦した。その際、Aは剃刀を持ち出して少女の陰毛を剃り、更にその陰部にマッチの軸木を挿入して火をつけるなどの凌辱を行った。この時、少年たちは火で熱がる少女の様子を見て、笑って面白がるなどした。
少女は12月初旬、逃げ出そうとしたり、隙を見て自宅に電話しようとしたが、激しい暴行に加え、少年らがヤクザ言葉を使っているのに怯えて抵抗を諦めた。また、最初に監禁された際にはAが仲間たちの前で「しばらくしたら帰してやる」と話していたため、その言葉を信じた可能性もある。実際に約束通りにDとCの兄であるGは最初はすぐに少女の帰宅を許そうと考えていたが、Aが二人が自らに無断で少女を帰そうとした事に激怒し、Dに暴力を振るった事で以後は仲間内で少女を解放するという話は出なくなった。
1988年12月上旬頃、少女はなんとか彼らの目を盗んでその場から脱出・逃走して警察へ通報しようと試みるが、彼女の脱出は寸前でAに見つかってしまった。Aは自分達から逃げようとしたこの少女の行為に大いに腹を立て、A・B・Cの3人が少女の顔面を拳で多数回にわたって殴りつけて、Aが少女の足首にライターの火を押し付けて火傷を負わせるなどした。近くで見ていたDはやりすぎではないかと思ったが、序列が一番下だった事もあって黙るしかなかった。
1988年12月初め頃、Cが少女を自宅に監禁していた時、Cの父親は、Cの部屋で奇声が聞こえたので注意しようと2階に上がった。Cの父親は母親よりも配達の仕事で多忙だった影響から家庭の事情を把握していなかった。Cの父親は「うるさいぞ」と注意して部屋に入ろうとしたが中に入れてもらえず、その際に女性の声がしたため「女の子が遊びに来ている」と思ったという。また、前述したようにGは監禁を黙認していた。住民に関しても出入りで気づいていた可能性があるが、事態を知らなかったため一人も通報することはなかった。
Aらはその後も、別の不良仲間の少年少女（H・I・J・K）を加える事があり、彼らも一緒になって少女への暴行に加わっていた。ある日、Hは少女を全裸にしてディスコの曲に合わせて裸踊りをさせた上に自慰行為を強要し、Iは「化粧してやる」と言って同性である少女の顔にマジックペンで髭を描いて興じ、Jは少女の陰部に鉄棒を挿入して何回も出し入れしたり、肛門にオロナミンのガラス瓶を挿入したりするなどの異物挿入をするなどした。Kは少女にシンナーを吸引させてウイスキー、焼酎などの酒を一気飲みするよう強要し、寒気の厳しい夜中、少女を半裸でベランダに出して牛乳や水などを多量に飲ませ、吐き出した時は怒ったJによって一度にたばこ2本をくわえさせて吸わせるなどした。この他にも大勢のAらの不良仲間達が少女に対する度重なる暴行、凌辱に関与していた。
1988年12月中旬から下旬頃、Aは少女が失禁した尿を踏んだということで怒り、BやCが少女の顔などを拳で何度も殴りつけ、少女の顔面が腫れ上がり変形したのを見て「でけえ顔になった」などと言って笑った。その暴行の場にはAはいなかったが、翌日Cが「あんまり面白いからAにも見てもらおう！」などと言い、自慢気にAに少女の顔を見せた。Aはその少女の顔面の変わりように驚いたものの、これに触発されたようにA自らも少女を多数回殴打し、少女の太もも、手などに揮発性の油を注ぎライターで点火し、火が消えると更に同じような行為を繰り返して火傷を負わせた。この頃、少女は度重なる暴行に耐えかねて「もう殺して」などと哀願することもあった。さらに、これを聞いた犯人Aらが海援隊の曲「声援」を歌ってさらに煽り、少女にまで歌うことを強要した。少女は、少年たちが何も言ってないときでも、歌詞中の「頑張れ。頑張れ」という言葉を自分に言い聞かせるように発していた。Aらは同月中旬頃から、主にGに少女の監視役をさせるようになったが、その頃から少女は少量の食物しか与えられず、年末頃には牛乳をわずかに与えられる程度であった。その結果、少女は、栄養失調とAらの度重なる暴行により心身ともに極度の衰弱状態に陥り、食欲は減退した。また、少女の顔面は腫れ上がり、手足などの火傷は膿みただれて異臭を放つようになった。その時の少女は、もう階下のトイレへ行くことも困難な状態であり、終日監禁場所であるCの部屋でぐったり横たわっていた。
12月末のある日には被害者少女とみられる女性が2階にいることを知ったため、両親は少女にドアの外から「食事をあげるから出てきなさい」と説得して1階のリビングに降りて来させ、一緒に和室で夕食を摂り、その際にCの母親が「家に帰りなさい」と注意したという。夕食にはCと仲間の少年も同席していたが、少女はすでに殴られていたことから顔が腫れていた上にほとんど話をしなかったという。両親はその後「女の子が1人だけ一階に残った隙に『帰りなさい』と声を掛け、玄関から送り出した」が、Cが間もなく逃走を知って追いかけ、連れ戻していた。Cらが両親から注意を受けたのはこの1度きりで、少年らから常に激しい暴行を受けていたため、怯えきっていた少女はその後、逃げ出したり助けを求めるそぶりさえできなかったとみられる。

### 暴行・殺害、少女の死亡
1989年（昭和64年）1月4日、Aは前日夜から早朝にかけて行った賭け麻雀
に大敗した後、Dの家に赴いたところ、B・C両名らがDと共に居合わせていた。4人はそこでファミコンなどで遊んだが、麻雀に負けた鬱憤を少女へのいじめによって晴らそうと考えたAは「久し振りに、少女をいじめに行くか！」などと言い出し、まずCとDを先にC宅へ行かせ、若干遅れてBと共に自らもC宅へ赴いた。このように4人は相前後して監禁場所のC宅に集まったが、少女はAらの暴行などにより、前述のように顔が変形するほどに腫れ上がり、手足などの一部は焼け爛れて化膿し、栄養失調に陥り、極度の衰弱状態で横たわっていた。
A・B・Cの3人は午前8時頃からCの部屋において、少女にBのようかんを与えて「これは何だ？」と問い、少女が「Bようかん」と答えると「なんでBを呼び捨てにするんだ？」などと因縁をつけて再び同様の質問をし、「Bようかんさん」と答えると「なんでようかんにさんをつけるんだ？」などと詰め寄って少女へのリンチを開始した。3人で少女の顔などを多数回拳で殴り、背を足で蹴るなどの暴行を加え、AとBが蝋燭（Aがいじめの小道具に買い求めていた）に点火して少女の顔面に溶けた蝋を垂らして顔一面を蝋で覆い尽くし、両瞼に火のついたままの短くなった蝋燭を立てるなどして面白がったが、これに対して少女はほとんど反応を示さず、されるがままになっていた。その暴行が始まった直後、DとGは共に隣室にいたがこの頃Aの指示を受けたCに呼ばれて、部屋へ入りAら3人と合流した。二人は今にも死にかけた少女を見て動揺している。Aは衰弱して自力で階下のトイレへ行くこともできない少女が紙パックに排泄した尿についてわざと「やばいよ、そんなものを飲んじゃあ」などと言い、BやCらに対し、暗に少女にその尿を飲ませるよう示唆した。これを受けてBやCらは、少女に「（尿を）飲め！」と強く言い、パック内の尿をストローで飲ませた。次いでBとCが少女の顔面を回し蹴りし、少女が倒れると無理やり引き起こして、さらに蹴りつけるなどしたところ、少女は何ら身を守ろうとせず、不意に転倒して室内のステレオにぶつかり痙攣を起こすなどした。
DとGは遅くともこの頃までにはこのまま、暴行を少女に加え続ければ少女が死亡するかも知れないことを認識していたが、それでも、BとCの暴行を止める事はできなかった。そして、少年たちは少女に対して後述のような激しい暴行を加え続け、そのために少女は鼻血を出し、崩れた火傷の傷から血膿が出て血が室内に飛び散るなど凄惨な状況となった。
Aは「お前もやれ」とDに少女を殴るよう命令し、Dは素手では血で手が汚れると考え、ビニール袋で拳を覆い、ガムテープでこれを留めた上、拳で少女の腹部や肩などを力任せに数十回殴りつけた。Aらもこれに倣って拳をビニール袋で包み、次々に少女の顔、腹部、太ももなどを拳で殴りつけて足蹴りするなどした。更に、Aが「鉄球」を含む総重量約1.74kgのキックボクシング練習器の鉄製脚部を持ち出し、その鉄球部分でゴルフスイングの要領で少女の太もも等を力任せに多数回にわたり殴りつけた。Bらもこれに倣って代わる代わる少女の太ももなどをその鉄球で数十回殴打し、肩の高さから鉄球を少女の腹部めがけて2、3回落下させた。Aは繰り返し揮発性油を少女の太ももなどに注ぎ、ライターで火を点けるなどしたが、少女は最初は手で火を消そうとする仕草をしたものの、やがてほとんど反応を示すこともなくなり、そのまま、ぐったりとして横たわったままになった。
流石にこの頃にはD・Gのみならず、Cも少女が死ぬ事を恐れて暴力には消極的な姿勢を見せるようになった。しかし、結局はこれらの一連の暴行を当日の午前8時頃から10時頃まで、約2時間にわたって休みなく続けた結果、少女は重篤な傷害により、1月4日午後10時ごろまでの間に死亡した。少年たちが最後に部屋を出る前に、Aが少女に「大丈夫か？」と尋ねると、少女は途切れ途切れの声で「苦しいです」と答えた。

### 死体遺棄の隠滅工作
1989年1月5日、A・B・Cは自分たちがよく出入りしていた暴力団関係者の経営する花屋にいた。その時、Gから「少女の様子がおかしい」と電話で連絡を受けて、3人がCの居室へ行くと、少女はすでに死亡していた。この重大な事態に直面したA・B・Cの3人は、自分たちの犯行が外部に発覚するのを恐れて、1月5日午後6時頃、Gと共謀して、少女の遺体をどこかに遺棄することを企てた。
まず少女の遺体を毛布で包み、大型の旅行かばんに入れてガムテープを巻きつけた。次に、Aはかつての仕事先からトラックを借り出して、セメントを貰い受けて、近くの建材店から砂やブロックを盗み出した。そして、トラックで少女の遺体と、付近で取ってきたごみ入れ用のドラム缶をC宅前に運び、そこでコンクリートを練り上げた。そして、少女の遺体の入ったかばんをドラム缶の中に入れ、コンクリートをドラム缶の中に流し込み、更にブロックや煉瓦を入れて固定し、ドラム缶に黒色ビニール製ごみ袋を被せてガムテープで密閉した。
そして、1989年（昭和64年）1月5日の午後8時頃、A・B・Cの3人はトラックでドラム缶を運び、東京都江東区若洲の埋め立て地に遺棄した。事件当時の現場付近は有刺鉄線に囲まれた工事現場であり、雑草が生い茂っていて、家電製品などの不法投棄が多い場所だった。

## 捜査
1989年3月、警視庁綾瀬警察署が調査していた別の殺人事件（被害者2名）の参考人として少年A・Bが連行された。A・Bは、前年12月に発生した事件を含む婦女暴行2件と、ひったくり20件の容疑で既に逮捕されていた。刑事がAに対して「人を殺しちゃダメじゃないか」と鎌をかけたところAは、警察の目論みとは別件である本件について供述した。3月29日、警察が現場を捜索したところ、供述通り、少女の遺体が発見された。
翌3月30日、警察はA・Bの2人を殺人と死体遺棄の容疑で逮捕した。発見当時の少女の遺体の衣服は少年らが監禁中に与えたものらしく、失踪当時の着衣とは異なっていたうえ、遺体の腐敗がかなり進んでおり、少女の家族はその遺体が自分の娘かどうか確認できなかった。そこで警察は遺体の指紋を少女の所持品の指紋と照合するなどして、遺体の身元を確定した。
綾瀬署と警視庁少年二課は同日、犯行現場となった「足立区綾瀬のC宅」を現場検証し、この家に住む兄弟ら少年3人（C・D・G）らが少女の殺害に関与し、他にも複数の少年少女らが少女の監禁・連れ去りに関与しているとみて、取り調べる方針を決めた。
事件当時、少女の遺体が入ったコンクリート詰めのドラム缶の重さは合計305kgあり、2、3人の少年で持ち運べる重さではなかったため、綾瀬署では多人数でワゴン車やトラックなどの車を用いて運搬・遺棄したとみて捜査した。
近隣住民によれば、犯行現場の「足立区綾瀬のC宅」は1988年の末頃まで夜中にバイクの音がしたり、現場宅の2階で騒ぐ声が聞こえたりしていた。また、玄関脇の電柱をよじ登って2階の部屋に出入りする少年の姿や、ベランダに脚立が置いてあることが目撃されており、近所の主婦も「玄関を通らずに出入りしていて、両親も気づかなかったのではないか」と話していたため、綾瀬警察署と少年二課は少年らがCの家族の留守中を狙って出入りしたり、電柱を伝って部屋を出入りすることで、Cの家族と意図的に顔を合わせないようにしていたとみている。
綾瀬署と少年二課は1989年4月1日付で、少年A・Bの両名を東京地方検察庁に送検した。また、盗みなどの容疑で少年院に収容されていたJ・Kも犯行に加わっていたとみて、2人の逮捕状を請求して取り調べ、うちJを逮捕している。
40日間も被害者の少女を「Cの部屋」に監禁した理由について、取り調べの中で少年らは「警察に捕まるのが怖かったから」としか供述しておらず、捜査員から「本当に怖いだけなのか？」と聞かれると、少年の1人は「それ以外に理由があるんですか？」と問い返したという。
警視庁少年二課・綾瀬署は6月5日、加害者少年ら4人を、前年12月23日から4日間にかけて深夜まで銀座・数寄屋橋交差点近くの路上で花を売らせていたとして、足立区舎人3丁目在住の暴力団準構成員の男（当時43歳）を児童福祉法違反容疑で書類送検した。

## 刑事裁判
東京地方検察庁は最初に逮捕された少年Aら3人を、1989年4月20日付で「刑事処分相当」の意見書付きで、殺人、わいせつ目的誘拐・略取、逮捕・監禁・強姦、死体遺棄の各罪で東京家庭裁判所に送致した。
警視庁少年二課・綾瀬署は1989年4月24日、監禁現場となった家の長男であるCの兄G（当時17歳、都立高校3年生）を殺人、死体遺棄容疑で、同家に出入りして被害者に乱暴を働いたとして足立区内の当時16歳有職少年2人を婦女暴行容疑で、それぞれ東京地検に書類送検した。3人は、先に逮捕されたAら4人に比べて犯行への関与が軽く、在宅のまま任意で取り調べられていた。
4月26日付で東京地検は、足立区内の当時17歳少年を殺人、わいせつ目的誘拐など5つの罪で身柄を東京家裁に送致し、Gも殺人、死体遺棄容疑で東京家裁に書類送致した。
東京家裁はその後、1989年5月18日までに送致されていたA・B・C・Dの4被疑者少年を少年審判の結果、「刑事処分が相当」として東京地検に逆送致する決定を出した。
東京地検は1989年5月25日、殺人・猥褻目的略取誘拐・逮捕監禁・強姦などの各罪状で被疑者A・B・C・Dの少年4人を東京地方裁判所に起訴した。

### 第一審・東京地裁
1989年7月31日、東京地裁刑事第4部で第一審初公判、検察側及び弁護人側冒頭陳述・被告人側罪状認否
1989年7月31日、東京地方裁判所刑事第4部（松本光雄裁判長）にて初公判が開かれた。
罪状認否で加害者少年らの認否を代弁した弁護人らは、少年Aが未必の故意による殺人を認めた一方、他の3人は殺意を否認し、傷害致死に留まると主張した。
検察側は冒頭陳述で、加害者少年らは監禁から約1か月後の12月下旬頃から、少女の扱いに困り「コンクリート詰めにして海に捨てよう」などと話し合っていたと指摘した。うち1人は「ドラム缶の中に、少女の好きなビデオや花束ぐらい入れてやるか？」と提案したのに対して、別の2人は「そんなことをしたら、ドラム缶が見つかった際に誰かを決める手掛かりになる」と反論したと主張した。
殺害に至るリンチの動機について「Aが1月3日深夜から4日朝までにJR綾瀬駅付近の麻雀屋で、賭け麻雀で10万円くらい負け、その鬱憤晴らしとして、少女に八つ当たりしようと言い出したのをきっかけに行われたものだった」などと述べた。少年4人は、本事件以外にも別の女性2人への婦女暴行、後輩へのリンチ、被害総額約220万円に上る店舗荒らし・ひったくりなどでも起訴されていた。
閉廷と同時に、被告人のうち1人が気を失って倒れた。
1989年9月4日、第2回公判、心理鑑定申請
1989年9月4日、第2回公判が開かれた。
3被告人の弁護人は「犯行グループ形成からわずかの間に非行を重ね、本件被害者への暴行を残虐なまでにエスカレートさせてしまった特殊な事件だ」と主張した上で、福島章・上智大学教授（犯罪精神医学）による被告人らに対する犯罪心理鑑定（情状鑑定）実施を申請した。これを受けて松本裁判長は残る1被告人を含め、4被告人全員に対する心理鑑定を実施することを決めた。
その鑑定事項は「共犯少年の相互の鑑定を前提として、犯罪精神医学からみた本件一連の犯行に至った心理作用」であった。
また加害者少年らが非行に走った背景として、弁護人側は「複雑な家庭環境や学校でのいじめ・体罰などがあった」と指摘した上で、「被告人らは『集団的なヒステリー状態とでもいうべき異常な心理状態』の中で犯行をエスカレートさせた」と主張し、うち年少の被告人2人については保護処分・家庭裁判所への送致を求めた。
1989年9月21日、第3回公判、被告人質問
1989年9月21日に第3回公判が開かれ、4被告人のうち殺意を否認する供述をしていた被告人Bに対する弁護人からの被告人質問が行われた。
被告人Bは「先輩の被告人Aが怖かったため、自分たちはAからの指示・命令に逆らえず、道具のように扱われていた」などと証言した。
その上で「被害者へのリンチは被告人Aの独断で、自分たちはそれに従わざるを得なかった」と訴えた。
1990年3月2日、第21回公判、犯罪心理鑑定人・福島章が鑑定結果を証言
1990年（平成2年）3月2日午後、第21回公判が開かれた。
同日は被告人少年らの心理鑑定を行った福島章・上智大学教授が出廷し、証人尋問にて鑑定結果を証言、証人尋問終了後に鑑定書が証拠採用された。鑑定結果について福島は以下のように証言した。
- リーダー格の被告人・少年Aは「脳に軽微な障害（微細脳障害症候群）があり、脳の機能が損なわれていたわけではないが、情緒面における発達が遅れていた」。それが学校生活への不適応として現れ、高校中退後には挫折感が高じて「自分は悪いんだ」と思うことで逆に安心する「歪んだ心理状態」に陥った。
- やがて同じような仲間が集まって自己否定的な心理を確かめ合うようになり、それが逸脱集団の中で暴力が振るわれる原因となった。

1990年4月23日、第23回公判、実質審理が終了
1990年4月23日に第23回公判が開かれ、被告人4人に対する証拠調べが終わった。
同日は「被告人らが逮捕された当時、『自分が犯人に何をするかわからない』『この手で殺してやりたい』といった心境だったが、それは現在も変わらない」という被害者少女の父親の証言の要約が読み上げられた。
1990年5月21日、論告求刑公判、検察側は被告人Aに無期懲役などを求刑
1990年5月21日に論告求刑公判が開かれ、東京地検は4被告人に対しそれぞれ以下のように求刑した。
- 主犯格の被告人・少年Aに対しては「一連の犯行の首謀者」として無期懲役を求刑した。
  - 被告人Aは福島章（上智大学教授）による精神鑑定の結果「軽微な脳障害」が指摘されたが、この点について検察側は「素行不良化の一遠因にすぎず、本件犯行との直接の因果関係は認められない」と主張した。

- 準主犯格の被告人・少年Bに対しては「被告人Aの片腕的存在」として懲役13年を求刑した。
- C・D両被告人に対しては「被害者に対する加害行為には積極的だったが、被告人CはA・B両被告人の指揮下にあり、被告人DもA被告人らに追従していた」として、それぞれ懲役5年以上10年以下の不定期刑を求刑した。

論告で検察側は「我が国の犯罪史上でも稀に見る重大・凶悪な犯罪で、犯行の態様も極めて残虐・冷酷である。人の仮面を被った鬼畜の所業であり、被告人らが犯行当時少年で、うち3人は家庭環境が良好とは言い難いことを考慮しても、厳しい刑をもって臨む以外にない」と主張した。
1990年6月25日・翌26日の2日間にわたり開かれた公判で弁護人側の最終弁論が行われた。最終意見陳述で4被告人はそれぞれ被害者・遺族に対する謝罪、事件について反省の言葉を述べた。
いったんは最終弁論をもって結審したが1990年7月6日、東京地裁刑事第4部で補充審理が行われ、弁護人側の追加弁論・証拠提出が行われた。
- 被告人・少年Aの弁護人は「Aの両親は自宅を売却して補償金5,000万円を用意し、被害者遺族がそれを受け取ってくれることになった」と述べ、被害者遺族代理人の領収書を情状証拠として提出した[2]。被告人A自身は「自分の犯した罪は金では償えないが、遺族の方が受け取ってくれることには感謝したい。自分のせいで両親が家を売ることになり大変申し訳ない」と証言した[2]。
- 被告人・少年Bの弁護人は「Bの両親が息子名義で被害弁償の積み立てを始めた」と追加の弁論をした[2]。

1990年7月20日、第一審判決、最大で懲役17年の判決
1990年7月20日、東京地裁刑事第4部（松本光雄裁判長）で判決公判が開かれ、東京地裁は「被害者をなぶり殺しにした非人道的な犯行で刑事責任は重いが、少年による集団犯罪の特殊性などを考慮すると、精神的に未熟な少年らが事態を打開できないまま、不幸な結末に陥った側面もある。拘置中、被告人らはそれぞれ人間性に目覚めた成長が著しいなどの情状も考慮すべきである」として、以下のように判決を言い渡した。情状としては、Aの両親が被害者遺族に慰謝料5000万円を支払ったこと、B・C・Dの3人は恵まれない家庭環境にあり、学校でいじめにあったことなどを考慮し、「家裁や少年鑑別所・弁護人・両親や鑑定人の接触によって人間性に目覚め、罪の重大性を認識し、その責任の自覚を深めている」ことなどから、検察側の求刑に対しいずれも酌量減軽をした。
- 主犯格の被告人・少年Aに対しては「犯行の発端を作り、主導的地位にいた。犯行の由来はAに由来するところが大きく、その刑事責任は最も重い」として、懲役17年（求刑・無期懲役）を言い渡した。
- 準主犯格とされる被告人・少年Bに対しては「Aに次ぐ地位で、Aの指示を受けずに自ら被害者に暴行を加えたこともあった」として、懲役5年以上10年以下の不定期刑（求刑・懲役13年）を言い渡した。
- 監禁場所に自室を提供した被告人・少年Cに対しては懲役4年以上6年以下の不定期刑（求刑・懲役5年以上10年以下の不定期刑）を言い渡した。
- 最も関与が薄いとされた被告人・少年Dに対しては「終始Aらに従属的ではあったが、過激な暴行は被害者に深刻な打撃を与えた」として、懲役3年以上4年以下の不定期刑（求刑・懲役5年以上10年以下の不定期刑）を言い渡した。

なお、A・B・Cの3被告人は本事件以外にも、別の女性への婦女暴行・傷害・窃盗などで起訴され、この日併せて有罪判決を受けた。争点となっていた殺意の有無については「Aら4人は、極端に衰弱している被害者の処置について話し合っており、殺害当日の暴行も著しく強く、執拗だった」などとして「未必の故意」による殺意を認定した。
1990年8月1日、東京地検が4被告人全員について東京高裁に控訴
東京地検はA・B・C・Dの4被告人全員に関する量刑不当を主張し、1990年8月1日付で東京高等裁判所に控訴した。当時、少年犯罪の刑事裁判において検察側が量刑不当を理由に控訴するのは極めて異例だった。控訴趣意書内容は以下の通り。
1. 犯行は残虐・悪質極まりなく「少年法が想定していた理想の枠外にある特異な事件」であるにも拘らず、原判決は少年保護に重点を置きすぎている。
2. 被害者遺族の被害感情など被害者側の情状より、被告人側の家庭・生育環境など被告人側にとって有利な情状を過度に重視しており、量刑の均衡を欠く。
3. 通常の事件では「『未必の殺意』は『確定的な殺意』より犯情が軽い」とされるが、今回の場合はむしろ犯情が重い。
4. 東京地検には厳罰を求める投書・電話が相次いでおり、それらが一般的意見を代表しているとは言えないが、「量刑には納得がいかない」と言った世論が底流にある。社会が納得する量刑を考え、上級審の判断を仰ぐのが妥当である。

この検察側控訴に対し、4被告人の弁護人らは「意外」と受け止める反応をした。
- 被告人・少年Dの弁護人は「裁判を長期化させ、量刑を重くすることが、少年たちに反省・謝罪の気持ちを起こさせることにつながるとは思えない」として検察側の控訴を批判した。

1990年8月、被告人側が東京高裁に控訴
被告人・少年Bの弁護人は量刑不当を訴え、控訴期限となった1990年8月2日、検察側の控訴に対抗する形で東京高裁に控訴した。
同じく1990年8月2日、被告人・少年Cの弁護人は「殺意の有無に関する事実誤認」及び量刑不当を主張し、東京高裁に控訴した。
一方で同日までに少年A・少年Dの両被告人・及びそれぞれの弁護人は「被害者遺族の被害感情などを考慮して」控訴を断念したため、両被告人の量刑が控訴審で維持・加重される可能性はともかく、減軽される可能性は消滅した。

### 控訴審・東京高裁
1991年3月12日、控訴審初公判、控訴趣意書朗読・答弁
1991年（平成3年）3月12日、東京高等裁判所で控訴審初公判が開かれた。
午前中は検察側・弁護人側の双方が控訴趣意書を陳述し、午後には相手の控訴趣意書主張に対する答弁を行った。検察側は量刑加重を・弁護人側は量刑減軽をそれぞれ訴えた。
- 検察側は「犯行の悪質さ・被告人らの非行性の根深さを考慮すれば第一審判決は寛大に過ぎて不当である」と指摘した。
  - その上で本事件における犯行の重大性を具体的に再現し、同種の少年事件における判決を引用して「原判決は全般的な情状評価について誤った判断をしている」と主張したほか、「被告人らはいずれも積極的に犯行に関与し、犯罪性向が極めて強固だ」と訴えた。
  - また第一審判決後、検察庁・裁判所に判決を批判する投書・電話が多数寄せられたことなどを挙げながら、検察側は「犯した罪の責任に応じ、社会一般の感情を納得させる量刑が求められる」と主張した。
  - 被告人B・Cの各弁護人による控訴趣意書に対しては、答弁書で「『未必の故意』に関する第一審判決の事実認定は正当であり、弁護人側の控訴は棄却されるべきである」と反論した。

- 一方で弁護人側は以下のように控訴趣意書朗読・答弁を行った。
  - 主犯格の被告人・少年Aの弁護人は「検察側の『矯正は不可能」という主張は独断的見解であり、厳罰主義は少年法の健全育成の理念への重大な挑戦である」と批判した上で「第一審判決の量刑は正当であり、検察側控訴は棄却されるべきである」と主張した。
  - 被告人B・C・Dの各弁護人はそれぞれ検察側の控訴趣意書に対する答弁書にて「社会秩序維持の観点から責任に応じた科刑を求める検察官の主張は少年法の解釈を誤っており明らかに不当」などと反論した。特にB・C両被告人の弁護人は「少年法の理念を踏まえて、少年の社会復帰を手助けするという観点から処分を考えるべきだ」などと述べた。
    - 準主犯格の被告人・少年Bの弁護人は「少年の刑事事件に対する処分では、子供を発達途上と解釈する『健全育成』の理念が最大限に尊重されるべきであり、結果の重大性・社会的影響の大小で量刑を決めるべきではない。原判決は被告人Bの殺意・犯行の役割における事実認定に誤りがあり、被告人Bの際立った人間的成長ぶり・教育可能性を考えれば破棄されるべきだ」と主張した。
    - 被告人・少年Cの弁護人は「略取・監禁の共謀成立時期」「『未必の故意』の存在」の2点について「原判決は事実誤認がある」と主張した上で、「被告人Cは保護処分に処するのが相当であり、家庭裁判所に移送すべきだ」と主張した。

1991年7月12日、控訴審判決公判、一部原審破棄の上で被告人・元少年Aに懲役20年などの判決
1991年7月12日に判決公判が開かれ、東京高裁（柳瀬隆次裁判長）は、少年A・C・Dの3被告人に関して、検察側の「被告人らの反省や、その後の人間的成長などの情状を酌んでも、原判決の量刑は軽すぎる」とする主張を認めて、第一審判決を「著しく軽すぎて不当」と破棄し、それぞれ以下の判決を言い渡した。
- 主犯格の少年Aに対しては「主犯格で罪責は極めて重大」として懲役20年の判決を言い渡した。
- 少年Cに対しては「被害者を自宅に監禁し、手加減なく強度の暴行を加えた」として懲役5年以上9年以下の不定期刑の判決を言い渡した。
- 少年Dに対しては「終始犯行に加わり、すさまじい暴行に及んだ」として懲役5年以上7年以下の不定期刑の判決を言い渡した。
- 一方で少年Bに関しては懲役5年以上10年以下の不定期刑とした第一審判決を支持し、双方の控訴を棄却した。

東京高裁は、少年に対する刑事処罰の在り方について「少年法が少年の健全な育成を図ることを目的とし、種々の配慮をしていることなどを慎重に考慮しなければならない」とする一方で「成人に比べて、常に一律に軽い量刑をもって臨めば足りるわけではなく、犯罪内容が悪質で、被害者の処罰感情が強いような場合には、それに応じた刑を科すことが社会正義を実現することになる」との判断を示した。その上で、被害者に対する犯行について「人間としての尊厳に対する一片の配慮もうかがうことができず、同情すべき点も認められない」「被告人らが犯行当時いずれも少年だったことや生育環境などを考えても、責任を大幅に減じることは相当とは言えない」とした。
控訴人判決に対する対応
被告人Dは控訴審判決に対し量刑不当・事実誤認を訴え、1991年7月24日までに最高裁判所へ上告した。
一方で東京高検は上告期限となった1991年7月26日、最高裁への上告を断念することを決めた。
東京高検およびA・B・Cの3被告人は上告期限までに最高裁へ上告しなかったため、3被告人それぞれの控訴審判決がそのまま確定した。

### 上告審・最高裁第三小法廷
1992年7月18日まで、最高裁第三小法廷が被告人・少年Dの上告棄却決定
最高裁判所第三小法廷（可部恒雄裁判長）は1992年（平成4年）7月18日までに、被告人・少年Dの控訴審判決を支持して同被告人の上告を棄却する決定を出した。
この最高裁上告棄却決定により被告人・少年Dに対する「懲役5年以上7年以下の不定期刑」判決が確定した。

## 少年たちのその後

### 少年A
主犯格の少年Aは川越少年刑務所で一定期間を過ごし、後に千葉刑務所へ移送された。仮釈放された無期懲役受刑者・金原龍一（2009）は同じ千葉刑務所に服役していたころの少年Aについて以下のように述べている。
- 「明るく屈託がなく調子のいい男で、とてもあのような残虐な犯行ができるようには思えず、親子ほど年齢の離れた自分にも積極的に声を掛けてきた。本来あれだけ酷い性犯罪を犯した者は他の受刑者からいじめられることが多いが、Aは世渡り上手だった」[56]
- 「千葉刑務所に来てから約10年後の2004年ごろには模範囚だったことから仮釈放が予定されていたが、結局は刑務所側から『お前はもう満期（まで服役）だ』と通告されて落胆していた。法務省が性犯罪者への世論を鑑みて厳罰化のお触れを出したことに加え、共犯者の男（少年B）が別の刑務所を出所後に再び凶悪事件を起こしたことが影響したためだろう」[57]

元受刑者Aは2009年（平成21年）に刑務所を出所した後、養子縁組をして名前を変えた。Aはキックボクシングのジムに通い、よく後輩をバーベキューやキャバクラに連れて行っていた。また、BMWをよく乗り回して高級腕時計やブランド品を身に着けていた。Aは「暴力団とつながりがある」「都内の振り込め詐欺グループには知り合いが多い」と吹聴し、マルチ商法で儲けていた。また、Aはセックスの話が大好きで、「100均の縄で女を縛るのが好き」と語っていた。
2013年（平成25年）1月、Aが振り込め詐欺で警視庁池袋警察署に逮捕された。無作為に全国の個人宅に電話をかけ、『パチンコ必勝法』の情報料名目で現金を騙し取る詐欺グループの一員として、池袋の銀行で金をおろす「受け子（出し子）」をしていたとみられるが、完全黙秘を貫いたため、詐欺グループの解明が出来ないまま、2013年（平成25年）1月31日付でAは不起訴処分となり釈放された。
その後、Aは消息不明となった。
主犯格少年A以外の少年たちは、出所あるいは退院後にそれぞれマスコミのインタビューを受けている。

### 少年B
少年Bは1999年（平成11年）に刑務所を出所してから保護観察関係者の女性と養子縁組を結び姓を変えた。Bは受刑中にパソコンのスキルを学び、出所後はIT関連の仕事に就いた。2000年には歌舞伎町の店で知り合った中国籍の女性と結婚し、千葉に引っ越した。しかし数年で離婚、母親が住む埼玉県の実家に戻った。さらに仕事先でBの前科が周囲に知られたことで人間関係に行き詰まり、その職場を退職した。その後は、暴力団の構成員になった。
2004年（平成16年）5月19日、元少年B（当時33歳）は再び同じ足立区や三郷市で一般男性に言いがかりをつけ、監禁し負傷させた事件（三郷市逮捕監禁致傷事件）を起こした。この時のBは、自分が「女子高生コンクリート詰め殺人事件」で逮捕された加害者であることを誇らしげに語り、それを相手男性に脅し文句に使うなどして、更生した様子を見せなかった。
2004年（平成16年）6月4日、Bは警視庁竹の塚警察署に逮捕された。
2005年（平成17年）3月1日、東京地裁（菊池則明裁判長）は、被告人の元少年Bに懲役4年の実刑判決を言い渡した。しかし、Bはこれを不服として3月15日、東京高裁に控訴した。
2005年（平成17年）5月13日、Bは控訴を取り下げ、懲役4年の実刑判決が確定した。

2009年（平成21年）、Bは2度目の出所をした。この時、Bの成人後の監禁・致傷というコンクリート事件と同一手口、類似手口による再犯ということで、大手新聞社では「実名報道」及び「過去の少年時代の犯行（コンクリート事件）」に触れるか否かで対応が分かれた。
その後は生活保護を受け一人暮らしをしていたが、2022年（令和4年）7月16日、自宅で事故死。享年51。

### 少年C
三郷市逮捕監禁致傷事件から14年3か月後となる2018年（平成30年）8月19日夕方、元少年C（事件当時45歳、無職）が埼玉県川口市内の路上で一般通行人の32歳男性に対し、肩を警棒で殴る・首をナイフで刺すなどして殺害しようとした事件が発生した。埼玉県警察武南警察署は殺人未遂容疑で、この元少年Cを緊急逮捕した。
『デイリー新潮』（新潮社）の2018年8月21日配信記事、およびその続報に当たる『週刊新潮』2018年9月6日号（8月30日発売）はこのニュースをすぐに報道した。
この事件は、元少年Cが被害男性と車両の駐車トラブルで揉めたことが原因であり、元少年Cは被害男性に対して、警棒で殴りつけ、刃物で相手男性の首を切りつけた。その後、被害男性は首から血を流してすぐ110番通報して、駆け付けた警察は元少年Cを緊急逮捕した。
この時、元少年Cが犯行に使った2つの凶器は、全長41センチの伸縮式の警棒と、刃渡りが8センチ、広げると全長19センチになる折り畳み式のナイフだった。
『デイリー新潮』および『週刊新潮』は、その被疑者元少年Cを実名報道した上で「今回逮捕された男は両親が日本共産党党員で、29年前の「女子高生コンクリート詰め殺人事件」では被害女性を監禁する為に自宅の部屋を提供した人物（元少年C）である。刑事裁判では懲役4年以上6年以下の不定期刑判決を受けた」と、元少年Cの前科を、元週刊文春記者の勝谷誠彦のコメントも併せて詳しく報道した。
2019年（令和元年）11月22日、元少年Cはさいたま地方裁判所から懲役1年6月、保護観察付き執行猶予3年の判決を受けた。

### 少年D
少年Dは、1996年（平成8年）に刑務所を出所したが、出所後は自宅に引きこもるようになった。『毎日新聞』東京社会部記者・井上英介は、2001年（平成13年）1月から少年D（当時29歳）と同居する母親と接触を図り、同年春ごろから取材を開始、2001年4月8日朝刊にて少年Dの当時の状況を記事として発表した。記事には50通を超える反響があったが、その内容は共感・批判が相半ばし、批判には「加害者に同情的すぎる」「被害者遺族の心情を逆なでするものだ」などといったものが多かった。
一方、井上英介自身も「遺族の痛みは想像を絶する。取材前に裁判記録・事件を記録したルポ・過去の新聞記事などを可能な限り調べたが、事件の惨たらしさから目を背けたかったし、取材を終えてもまだ迷いがある。今は読者の皆様からいただいた批判を読みつつ、『罪を償うことの難しさ』を実感している」と綴った。
2021年5月、自宅で呼吸困難に陥り、病院へ搬送されたが死亡が確認された。享年49。
主犯以外の少年で他にも覚醒剤で逮捕された者もいる。

## 反響・影響

### マスメディアの反応

#### 被害者についての報道姿勢
この事件の加害者が、4名とも未成年者であったことなどから、本事件は大々的に報道された。しかし刑事裁判で事実関係が明らかになるまで、新聞・週刊誌・テレビなどの報道においては、少女の実名・顔写真が報道される報道被害が発生したばかりか、以下のようなセカンドレイプ同然の記事が掲載されていた。
大道万里子は、事件当時の報道について「『被害者少女も不良グループの一員であり、被害者少女にも非があった』という論調が主流だった」と述べた上で、これらの報道を「下品で低劣な想像力によって生み出された『断言』、もしくは巧妙なレトリックまやかしで『少女にも非がある、少女の育て方にも問題があり、両親にも責任の一端はある』＝『被害者であった少女やその家族に、世間から逆に白い目を向けられるようなマイナスのイメージが付与されてしまっている』。こんなパラドックスが許されていいはずがない」、「本音はこの事件を単なる『材料』として扱っているだけなのだ」「少女を『モノ』としていたぶり続けた少年たちと、自分たちの『はじめに死刑ありき』の目論見のための格好の材料として、やはり『モノ』として被害者を利用するだけのこれらのマスコミは、全く同質だ」と非難した。
- 『週刊ポスト』1989年4月21日号では、大島渚が「（少女は）決して、少年たちの反対側にいた子ではなかった」と断言した[66]。
- 『女性自身』1989年4月25日号は、事件の主旨と関係ない少女のホットパンツ姿や水着姿のスナップ写真を掲載した[66]。大道はこれを「読み手の下品な好奇心と嫉妬心に迎合した、雑誌の「売らんかな主義」の最たるものだ。美人で、『男心をそそる』少女のイメージを醸し出し、死んだ後にも少女の人格を貶めている。死者に肖像権はないというのだろうか。死者に名誉毀損はないというのだろうか」と強く非難した[66]。
- 『朝日新聞』1989年4月4日朝刊の「ニュース三面鏡」は、「少女は無断外泊もままある非行少女」と書き、見出しに「女高生殺人事件数々の疑問」「助け求められなかったか」と掲げた[66]。また、1990年4月19日から25日にかけて連載された「なぜ、彼らは」では「強姦」を「関係を持つ」という言葉に置き換え、そこにあたかも少女の同意があったかのようにほのめかし、「(Cの母親が)いったんは少女を送り出した」と掲載した[66]。大道万里子はこれを「この記事を読んだ人は、自ずと『少女も遊び感覚で（加害者らの家に）留まっていたのではないか……』という印象を受けるように仕向けられている」と批判した[66]。
- また、大道は加害者少年らを実名報道した『週刊文春』1989年4月20日号をはじめ、『週刊新潮』1989年4月13日号、『サンデー毎日』1990年6月10日号、『女性セブン』1989年7月20日号など、加害者少年に厳罰を求める論調の記事に対しても「死刑先導型報道を貼り、様々な人々にインタビューをして、少年たちを死刑にと叫ぶことこそ時流です、とばかりに論陣を張った。あらかじめ、そういう考えの持ち主にしかインタビューしないのだから、そうしたコメントが出てくるのは当たり前だ。ここにあるのは、一見正義の味方として少女や、少女の家族に同情し、犯人たちを糾弾するポーズを装いながら、実は少女を単なる素材、つまり『モノ』として扱っているという、本当にいやらしく、許しがたい態度だ」と非難した[66]。

#### 加害少年の実名報道
少年法では、家庭裁判所の審判に付された少年又は少年のとき犯した罪により公訴を提起された者については、第61条の規定により本人の類推に資する全ての情報（関係者全員の名前、学校名、地名等）を報道することを禁止している。
しかし、事件直後に発売された文藝春秋の『週刊文春』（担当記者：勝谷誠彦、編集長：花田紀凱）は、この事件に関わった加害者少年たちを実名報道した。
『週刊文春』は2週連続で、1989年4月13日号にて「女子高生監禁・殺人の惨 彼らに少年法が必要か」、次号の1989年4月20日号にて「女子高生惨殺事件 第2弾 加害者の名前も公表せよ！」と銘打った特集記事を組み、後者では加害者少年らの実名を紙面に掲載した。
週刊文春編集長の花田紀凱は『朝日新聞』（1989年4月30日の朝刊）のインタビュー記事で「第1弾の記事では匿名表記したが、第2弾の取材をしているうちに事件の凄惨さがわかってきたため、編集部内部で『これは実名報道すべきでは』という声が出てきた」「野獣に人権は無い」と説明した。読者の反響について花田は「正直言って『反発の方が強いかな』と予想していたが、意外にも抗議の声は2件程度と少なく、逆に『よくやってくれた』と称賛する投書が何十通も来た。人権云々を言う人たちには『それじゃあ、殺された被害者の親御さんの前でそのセリフが吐けますか』と問いたい気持ちです」と答えた。
他にも『月刊ゼンボウ』は平成元年11月号に裁判の冒頭陳述書を掲載し、加害少年グループ9人の実名を報じた。
この事件報道をきっかけに『週刊文春』は売上部数ナンバー1の週刊誌になった。
『週刊文春』による実名報道を受け、日本弁護士連合会（日弁連）の藤井英男会長は1989年6月23日付で「立ち直り援助という少年法の原則を無視した実名報道は極めて遺憾である。また、マスコミは被害者の実名などを必要以上に報道しているが、死者の名誉、家族のプライバシーなども尊重されるべきだ」と談話を出した。
『週刊文春』のライバル誌である『週刊新潮』は、事件当時は「犯人グループのうち、誰がどう手を下したのか、はっきりしない部分があった」として少年たちの実名報道は見送った。しかし『週刊新潮』も、1989年4月13日号にて特集記事を組み、監禁場所を提供したCの両親について「日本共産党員だという話もある」と報道した。これに対し、日本共産党は機関紙『しんぶん赤旗』で、同両親が党員であったことを認めた上で「同事件は暴力団との関係も指摘されている、許すことのできない残虐な事件であり、もちろん日本共産党とはいっさい関係ありません」との記事を掲載した。また、その1ヵ月半後には同両親の対応を検証した特集記事が『しんぶん赤旗』に連載された。
なお『週刊新潮』は3年後の1992年には、「市川一家4人殺害事件」の発生時には「少年による凶悪事件が増加している今、20歳未満ならばどんな犯罪を犯しても守られる現行の少年法は時代遅れ。問題提起する意味で実名報道すべき」、「犯人がはっきりしており（実名報道という形で少年法への）問題提起をしやすい」として、加害者少年の実名報道を行った。
このように本件事件後、同年の「名古屋アベック殺人事件」や、後年に発生した「市川一家4人殺害事件」、「大阪・愛知・岐阜連続リンチ殺人事件」、「神戸連続児童殺傷事件」、「堺市通り魔事件」、「光市母子殺害事件」などの凶悪少年犯罪のたびに、週刊誌各誌が加害者少年を実名報道することで、少年法改正論議が引き起こされた。

### 識者の反応
評論家の赤塚行雄は、この種の犯罪を通り魔的「狂宴的犯罪」と名付け、その先駆としては本事件に加え、1983年の横浜浮浪者襲撃殺人事件、本事件と同年に発生した名古屋アベック殺人事件を挙げた。
小田晋（当時・筑波大学精神衛生学教授）は、本事件について「少年らの成熟が早まってきている。少年犯罪を未然に防ぐためにも扱いを変えるべきで、重大事件では厳しく処罰すべきだ。今回の事件は、親も含めて（加害者らを）すべて実名で報道すべきだろう」とコメントした。

### 一般の反応
事件当時の犯人が全員、未成年の少年たちであったことから、この事件は同年代の子供を持つ親に計り知れない衝撃を与えた。
『朝日新聞』（1989年4月8日朝刊）の投書欄には「同じ未成年でも、被害者は実名・顔写真・住所まで新聞で報道されたのに対し、加害者は実名も顔写真も少年法を理由に掲載されない。これでは殺された方の人権が無視されている一方、殺した方の人権ばかりが尊重されている」「同じ少年犯罪でも窃盗・傷害などの衝動的な物ならば、本人の将来を考え匿名とすることもやむを得ないだろうが、今回のような凶悪犯罪に限っては成人も未成年も関係ない。少年A・Bなどのような匿名ではなく、実名を掲載すべきだ」との投書が掲載された。
発覚当初から加害者少年らに対して死刑・無期懲役などの厳罰を求める声があり、事件を捜査した警視庁には「加害者少年らの実名を公表せよ」「極刑に処せ」などの投書や電話が相次いだ。また、第一審の論告求刑のなかで主犯Aへの無期懲役などを求めた東京地検には「刑が軽すぎる」、「『公益の代表』としてあえて死刑を求刑し、その威嚇効果によって、少年の集団による凶悪事件が相次いでいる、昨今の風潮に歯止めをかけるべきだ」など、量刑の軽さを批判する投書・電話が数多く寄せられた。また検察庁のみならず、東京地裁に対しても「判決の量刑が軽すぎる」などの批判の投書・電話が多数寄せられた。
一方で本事件と同年（1988年2月）に発生した「名古屋アベック殺人事件」の1一審判決（1989年6月28日）では主犯格の犯行当時19歳少年に死刑、準主犯格の犯行当時17歳少年には「死刑相当」とした上での無期懲役が言い渡された。このことから同事件は、最高でも懲役17年（求刑：無期懲役）だった本事件第一審判決との対比としても注目された。その違いについて、板倉宏日本大学法学部教授（当時）は「名古屋では殺害被害者が2人、本事件は1人という殺害人数の違いがある。殺害被害者数1人では（永山基準の影響もあり）死刑判決はほとんど出ない」「確定的殺意と『未必の故意』の差が大きい。名古屋の事件では『殺してしまえ』という明確な殺意があり、事前に殺害用のロープを購入するなどの計画性もあった。それに対して本事件は『死ぬかもしれない』という未必の故意だった」と解説した。

### 他事件への影響
- 新潟青陵大学大学院の碓井真史教授は、この事件の女性監禁に関する報道が翌1990年に起きた（事件発覚は2000年）、新潟少女監禁事件の犯人に、刺激を与えた可能性があると指摘している[88]。
- この事件の3年後（1992年）には千葉県市川市で、当時19歳の少年が金目的で一家5人のうち4人を殺害し、1人残された少女を殺人現場で強姦するという事件（市川一家4人殺害事件）を起こした。永瀬隼介によれば、この事件の加害者少年は、逮捕後も本事件を引き合いにして「（本事件の）犯人の少年たちでさえ、あれだけのことをやっておきながら死刑どころか無期懲役にすらなっていない。それなら俺の方が犯行は長期間ではないし、犯行にあたって凶器一つ用意していないからまだ頭の中身もまともだ」、「これで俺も少年院行きか」程度にしか考えていなかった[89]。しかしその考えも虚しく、こちらの少年は第一審判決から最高裁判決に至るまで、一度たりとも死刑判決を回避することなく一貫して死刑判決を言い渡されて確定し、戦後日本で37人目（永山則夫連続射殺事件の最高裁判決以降、及び平成の少年犯罪では初）の少年死刑囚となった。2017年12月、この少年の死刑が執行された。
- お笑いタレントのスマイリーキクチは、「この事件に関与した」とするネット上のデマが原因となり、長年に渡っていわれなき誹謗中傷を受け続け、悪質な中傷犯数十名が一斉摘発される事態にまで発展した[90]。

### 書籍・映画化
- 『十七歳、悪の履歴書』作品社・2023 —本事件を元にしたノンフィクション・ノベル
- 映画『コンクリート』2024 —『十七歳、悪の履歴書』を原作として、この事件を“モチーフとして”映画化された[91]。公開をめぐり、事件の残虐性や「そもそも映画にする必要があるのか」などの意見がインターネットを中心に多数湧き上がり、劇場にも上映反対意見が多数届いた。その影響で5月29日から予定されていた公開は中止され、その後、別の劇場で7月3日から9日の一週間だけ公開された。製作者側によれば、大手レンタルチェーン店にもこの映画のビデオ・DVDを取り扱わないよう意見が多数寄せられた[92]。なお、この映画のビデオ・DVDはレンタル用としてはR-15に指定されている[要出典]。
- 女子高生コンクリート詰め殺人事件 -壊れたセブンティーンたち
- 氏賀Y太『真・現代猟奇伝』オークラ出版・2024 —この事件をモチーフとして作品を収録
- 樹村みのり『彼らの犯罪』（『ROSA』少年画報社・1992年12月号掲載、単行本『彼らの犯罪』朝日新聞出版2009所収）
- 円山みやこ『蟲笛』
- 今野敏『隠蔽捜査』 —被害者のうち2人が「1980年代末に足立区で発生した誘拐・監禁・強姦・殺人・死体遺棄事件」の犯行グループである設定。

## 関連書籍
- 佐瀬稔『うちの子が、なぜ!―女子高生コンクリート詰め殺人事件』草思社、1990年。ISBN 479420390X
- 蜂巣敦、山本真人『殺人現場を歩く』ちくま文庫、2008年2月6日。ISBN 978-4480424006。
- 藤井誠二『少年の街』教育史料出版会、1992年。ISBN 4876522308
- 古村龍也・雀部俊毅『犯罪心理分析マニュアル』同文書院、2000年。
- 横川和夫・保坂渉『かげろうの家 女子高生監禁殺人事件』共同通信社、1990年。ISBN 476410251X
- 佐瀬稔・「文庫　女子高生コンクリート詰め殺人事件 」(草思社文庫)、 2011年4月12日
- 死刑をなくす女の会・「女子高生コンクリート詰め殺人事件―彼女のくやしさがわかりますか?」2004年7月1日
- 渥美 饒児・「十七歳、悪の履歴書―女子高生コンクリート詰め殺人事件」2003年8月1日